# L'autobus del brivido
L'autobus del brivido (De Griezelbus) è il titolo di una serie di romanzi dell'orrore per ragazzi, scritti dall'olandese Paul van Loon e pubblicati tra il 1991 e il 2008.
La serie parla del misterioso scrittore P. Onnoval (anagramma dello stesso P. Van Loon), della sua strana raccolta di racconti horror L'autobus del brivido e dell'autobus dallo stesso nome. Onnoval usa le sue storie per controllare e cercare di uccidere bambini, i quali dovranno usare la loro astuzia e il loro coraggio per sconfiggerlo.
I libri hanno spesso vari collegamenti l'uno con l'altro: ad esempio i vari personaggi scoprono di essere imparentati fra loro, oppure di essere un maestro e i suoi alunni. Ogni libro contiene una raccolta di racconti dell'orrore, assieme a una trama principale.
Nel 2005, dalla serie è stato tratto il film danese De Griezelbus, diretto da Pieter Kuijpers.

## I libri

### L'autobus del brivido
Durante la Settimana del libro per ragazzi, il "gruppo sette" della scuola elementare "Il Tulipano" riceve un invito dallo scrittore Onnoval per fare un giro sull'Autobus del brivido, dove leggerà agli scolari dieci storie, nove relative a oggetti che si trovano sullo stesso autobus, mentre la decima riguarda lo stesso scrittore. All'ultima storia, Onnoval si tramuta all'improvviso in licantropo, preparandosi a sbranare tutti i bambini; interviene, però, Liselore, la bambina più silenziosa della classe, la quale estrae una pistola con proiettile d'argento e uccide il licantropo, salvando tutti. L'autista dell'autobus, che sembrava solo un uomo camuffato da scheletro, si rivela essere uno scheletro vero.

### L'autobus del brivido 2
Quattro bambini, Eddy C., André (fratello di uno degli studenti del primo libro), Hassan e Anke, vengono colti da un temporale mentre girovagano per un'autoscarica e decidono di ripararsi nell'Autobus del brivido abbandonato. Il veicolo viene poi colpito da un fulmine e la radio si accende da sola, sincronizzandosi su un programma dove il presentatore, P. Onnoval, racconta storie dell'orrore. Più volte i ragazzini cercano inutilmente di uscire dall'autobus sul quale, a un certo punto, sale uno scheletro che si mette a guidare il veicolo verso una direzione ignota, facendo salire a bordo i personaggi delle storie del primo libro.
L'autobus giunge infine ad un cimitero, dove l'attende Onnoval che adesso è un vampiro e, per tornare definitivamente in vita, ha bisogno di sangue. Prima che Onnoval possa mordere Eddy, però, Anke brucia il libro di Onnavals, uccidendo anche lo scrittore. I personaggi del libro scompaiono, l'autobus torna a essere inutilizzabile e i quattro sembrano salvi. Tuttavia, ad André pare di vedere una strana luce negli occhi di Eddy.

### L'autobus del brivido 3
Il libro inizia dov'era finito il capitolo precedente; si scopre che Eddy C. è stato effettivamente morso da Onnoval prima che Anke lo uccidesse, e ora è in suo potere: tornato al cimitero, con uno strano e oscuro rito ricostruisce il libro distrutto dello scrittore, poi scompare senza lasciare traccia.
Due anni dopo, una classe guidata dal maestro Jacques si trova in gita al museo automobilistico di Autotron. Quattro bambini, Lydia, Berry, Richard e Shakir, si allontanano dal gruppo e si imbattono così nell'Autobus del Brivido. Vengono accolti da Eddy C., che afferma di poterli fare viaggiare nell'Altra Realtà (abbreviato, AR), con nuovi dispositivi di realtà virtuale con il quale possono vivere in prima persona le storie di Onnoval, raccontate da un suo avatar. Per farlo, i bambini devono indossare uno speciale casco; si scopre che, in realtà, Onnoval è programmato come spirito nell'Altra Realtà e intende portarci i bambini per ucciderli e tornare lui stesso nel mondo reale. Affinché il piano funzioni, da' loro un ruolo in alcune delle sue storie, così facendo perdono la capacità di ragionare e finiscono sotto il suo controllo; tuttavia uno dei bambini, Shakir, è troppo spaventato per essere inserito nelle storie, quindi non cade nel tranello di Onnoval.
Quando il maestro Jacques va a cercare i bambini, riconosce Eddy C. ma viene fatto prigioniero; riesce a liberarsi e salvare gli allievi, mentre i computer si sovraccaricano, impedendo a Onnoval di uscire; furioso, lo spirito trascina con sé nell'AR Eddy C. per sempre.
Infine, il maestro e i quattro bambini devono ritornare a casa a piedi, poiché non vogliono prendere l'autobus. Tuttavia, Jacques prende di nascosto con se' il libro di Onnoval.

### L'autobus del brivido 4
Durante la settimana del Libro per Ragazzi, il maestro Jacques conduce i propri allievi in vari luoghi per raccontare loro storie dell'orrore, anche se non sembra ben chiaro se sia davvero lui a scriverle. Inoltre, a ogni viaggio, il maestro cambia sempre di più: si ostina a farsi chiamare "Guida Jacques", si rade barba e capelli, zoppica in modo pronunciato e indossa strani vestiti. In realtà, infatti, il maestro è stato posseduto dallo spirito di Onnoval, che ora è riuscito ad apparire nella realtà e a rapire la classe, conducendola nell'Altra Realtà con l'Autobus del Brivido, loro mezzo di trasporto. Tuttavia, tre bambini scampano a ciò e, con l'aiuto del maestro, cercano un modo per riportare indietro i compagni. In quella appare Eddy C., ora pentitosi, che, prima di sparire, spiega loro che devono cambiare il finale del libro. Julia, una dei bambini che sembra vedere cose che gli altri non vedono, riscrive il finale e così salva i compagni mentre l'autobus e Onnoval spariscono.
Tuttavia, mentre Jacques sta rimuovendo il proprio computer, si accorge che il libro di Onnoval è scomparso nuovamente.

### L'autobus del brivido 5
Ferluci, un misterioso individuo che comanda Onnoval (il fatto che il nome sia un anagramma di Lucifero e le sue azioni suggeriscono che egli sia in realtà il diavolo), stanco dei fallimenti di Onnoval da più di dieci anni, gli ordina di portargli sei anime nel minor tempo possibile. Onnoval riesce a penetrare come virus in una chat di Internet e a far entrare le anime di coloro che si scrivono nell'AR. Una di loro, un'insegnante che nell'AR ha l'aspetto di una bambina (corrispondente al suo alter ego di Internet) si rivela essere Liselore, ormai cresciuta. Onnoval realizza che il proiettile d'argento nel suo cuore che Liselore gli sparò anni prima è più forte del contratto di sangue con Ferluci, finendo anche per innamorarsi di Liselore. Formando un "cerchio d'amore" con le altre anime, Onnoval chiede che venga tutto cancellato e che lui possa tornare nel mondo reale. Ferluci accetta, ma fa tornare Onnoval nella realtà come un ragazzino, prima che diventasse un licantropo. Come soluzione per far ricordare tutto a Liselore, Onnoval inizia a scrivere il primo Autobus del brivido.